# Élections législatives panaméennes de 2024
Les élections législatives panaméennes de 2024 ont lieu le 5 mai 2024 afin d'élire les 71 députés de l'Assemblée nationale du Panama. Une élection présidentielle et des municipales ont lieu simultanément.
Le parti Réaliser les objectifs (RM) du vainqueur de la présidentielle José Raúl Mulino arrive en tête, mais ne dispose avec son allié, le Parti de l'Alliance (A), que de 15 sièges sur 71. Le scrutin est en effet marqué par un important morcellement parlementaire, ainsi que par l'élection de nombreux candidats indépendants.

## Contexte
Les élections législatives de mai 2019 voient la victoire du Parti révolutionnaire démocratique, qui obtient seul la majorité absolue des sièges et permet au Président élu le même jour, Laurentino Cortizo, de bénéficier d'une majorité parlementaire au détriment de Changement démocratique, qui détenait une majorité relative dans l'assemblée sortante. Le scrutin sont par ailleurs marquées par un repli de la quasi-totalité des partis en termes de suffrages, en faveur de candidats indépendants. 
L'échiquier politique panaméen est par la suite bousculé par la création du parti Réaliser les objectifs (RM), qui fait scission de Changement démocratique sous l'égide de l'ancien président Ricardo Martinelli,.

## Mode de scrutin
Le Panama est doté d'un parlement monocaméral, l'Assemblée nationale, composé de 71 sièges pourvus tous les cinq ans selon un mode de scrutin parallèle.
Sont ainsi à pourvoir 26 sièges au scrutin uninominal majoritaire à un tour dans autant de circonscriptions électorales, auxquels se rajoutent 45 sièges pourvus au scrutin proportionnel plurinominal avec listes ouvertes et vote préférentiel répartis dans les districts du pays en fonction de leurs populations. Après dépouillement, les sièges sont répartis au quotient électoral simple puis à la moitié de ce dernier. Enfin les sièges restants le sont à la méthode du plus fort reste, qui avantage les petits partis.

## Résultats
|                          |                                                       |              |              |              |        |               |  |  |  |
| Parti                    | Parti                                                 | Voix         | %            | +/-          | Sièges | +/-           |  |  |  |
|                          | Réaliser les objectifs (RM)                           | 367 378      | 17,17        | Nv           | 13     | 13            |  |  |  |
|                          | Parti révolutionnaire démocratique (PRD)              | 347 692      | 16,25        | 13,68        | 13     | 23            |  |  |  |
|                          | Changement démocratique (CD)                          | 239 529      | 11,19        | 11,22        | 8      | 10            |  |  |  |
|                          | Parti panamiste (PP)                                  | 227 692      | 10,64        | 6,66         | 8      | en stagnation |  |  |  |
|                          | Mouvement pour une autre voie (MOCA)                  | 149 462      | 6,99         | Nv           | 3      | 3             |  |  |  |
|                          | Parti de l'Alliance (A)                               | 62 313       | 2,91         | 0,55         | 2      | 2             |  |  |  |
|                          | Parti populaire                                       | 128 504      | 6,01         | 2,48         | 2      | 2             |  |  |  |
|                          | Mouvement libéral républicain nationaliste (MOLIRENA) | 67 908       | 3,17         | 1,93         | 1      | 3             |  |  |  |
|                          | Parti alternatif indépendant social (PAIS)            | 34 250       | 1,60         | Nv           | 0      | en stagnation |  |  |  |
|                          | Indépendants                                          | 514 900      | 24,06        | 5,93         | 20     | 15            |  |  |  |
|                          | Siège vacant                                          | Siège vacant | Siège vacant | Siège vacant | 1      | –             |  |  |  |
|                          |                                                       |              |              |              |        |               |  |  |  |
| Suffrages exprimés       | Suffrages exprimés                                    | 2 139 628    | 94,49        |              |        |               |  |  |  |
| Votes blancs             | Votes blancs                                          | 63 404       | 2,80         |              |        |               |  |  |  |
| Votes nuls               | Votes nuls                                            | 61 340       | 2,71         |              |        |               |  |  |  |
| Total                    | Total                                                 | 2 264 372    | 100          | –            | 71     | en stagnation |  |  |  |
| Abstentions              | Abstentions                                           | 735 253      | 24,51        |              |        |               |  |  |  |
| Inscrits / participation | Inscrits / participation                              | 2 999 625    | 75,49        |              |        |               |  |  |  |